# 창조인
(주)창조인(創造人, 영어: CHANGJOIN)는 대한민국의 안전 전문 기업으로, 산업 전반에 걸쳐 통합 안전체험 솔루션을 제공하고 있다. 본사는 서울특별시 금천구에 위치하고 있으며, 안전체험용품 제조를 위한 직영공장 및 자회사 안전백화점을 운영하고 있다. 주요 사업은 안전체험관 설계·시공부터 교육 콘텐츠 개발 및 체험훈련 운영 등으로 기업, 지방자치단체, 교육기관, 공공기관 등을 대상으로 서비스를 제공한다.

## 상세
(주)창조인은 행정안전부 인증 안전체험교육사 발급기관으로, 정책연구, 하드웨어·소프트웨어 직접 개발, 직영공장 운영 등 수직계열화된 사업구조를 보유하고 있다. 체험관 통합관리 시스템, CPR 시뮬레이터, AI 기반 안전진단·교육 프로그램 등 첨단 솔루션 개발·운영에 주력하고 있다. 
자회사인 안전백화점 또한 행정안전부 인증 안전교육 기관으로, 이를 통해 선별된 안전·환경 상품 및 서비스를 공급한다. ‘우리 모두 안전해요’ 라는 자체 교육용 브랜드를 운영중으로 어린이, 성인, 노약자, 장애인 등 전 국민 대상 다양한 맞춤형 교육을 관공서·기업 등에 제공하고 있다.

## 사업 분야
- 안전체험관 설계·시공: 지자체, 교육기관, 공공기관의 설계 및 시공 서비스 제공
- 안전 정책연구용역: 재난취약계층 안전교육 매뉴얼 등 안전 관련 정책과 프로그램 연구 용역을 수행
- 안전체험장비 개발·제조: 재난, 산업, 생활안전 분야 전반의 체험장비를 개발·제조
- 안전체험 콘텐츠·프로그램 개발: 어린이, 노인, 장애인, 기업 임직원 등 다양한 대상에 맞춘 안전교육 및 훈련 프로그램을 기획·개발, 재난안전역량진단, CPR 시뮬레이터, AR·VR 기반 콘텐츠 등 차별화된 교육 솔루션 제공
- 안전체험 교육·행사 운영: 안전체험행사, 안전캠페인, 찾아가는 교육, 생애주기별 안전교육, 안전한국훈련, 기업 맞춤형 교육, 안전컨설팅 등 다양한 형태의 현장 교육 및 이벤트를 운영[3]
- 안전 브랜딩·홍보물 디자인: 교육용 교구, 브랜드 디자인, 홍보물 제작 등 제공
- AI 안전 솔루션: AI 기반 모바일 안전진단 프로그램으로 개인별 안전역량을 분석하고, 맞춤형 교육 및 통합 안전관리 솔루션을 제공